# The Yaqui Cur
The Yaqui Cur é um filme mudo norte-americano de 1913 em média-metragem, do gênero drama, dirigido por D. W. Griffith. A produção foi filmada na Califórnia.